# Consiglio per l'attuazione della pace
Il Consiglio per l'attuazione della pace (PIC, acronimo dall'inglese Peace Implementation Council) è un organismo internazionale incaricato di attuare l'accordo di pace di Dayton per la Bosnia ed Erzegovina. Il Consiglio è stato istituito in una conferenza sull'attuazione tenutasi a Londra l'8 e il 9 dicembre 1995, dopo il completamento dei negoziati dell'accordo nel mese precedente. Il Consiglio sta di fatto realizzando, tramite l'Alto rappresentante per la Bosnia-Erzegovina, la governance della comunità internazionale sulla Bosnia-Erzegovina dopo la firma dell'accordo di Dayton. Questo controllo internazionale sulla Bosnia ed Erzegovina durerà fino a quando il paese non sarà ritenuto politicamente e democraticamente stabile e auto-sostenibile.
Il PIC comprende 55 paesi e agenzie che supportano il processo di pace in molti modi diversi: assistendolo finanziariamente, fornendo truppe per la missione SFOR o conducendo direttamente operazioni in Bosnia ed Erzegovina. C'è anche un numero altalenante di osservatori.
Dalla conferenza di Londra, il PIC si è riunito a livello ministeriale altre sei volte per esaminare i progressi e definire gli obiettivi dell'attuazione della pace per il periodo successivo: nel giugno 1996 a Firenze, Italia; nel dicembre 1996 per la seconda volta a Londra; nel dicembre 1997 a Bonn, in Germania; nel dicembre 1998 a Madrid, in Spagna, nel maggio 2000 e nel febbraio 2007 a Bruxelles, in Belgio.
Il PIC chiarisce le responsabilità dell'Alto Rappresentante quale principale organo di attuazione della parte civile dell'accordo di Dayton, come stabilito nell'allegato 10 dell'accordo di Dayton. Ad esempio, la sessione di Bonn del 1997 ha fornito all'Ufficio dell'Alto Rappresentante i cosiddetti "poteri di Bonn" per licenziare i funzionari eletti e non eletti che ostacolano l'attuazione dell'accordo di Dayton. L'Alto Rappresentante dal 2006 al 2007, Christian Schwarz-Schilling, ha usato questo potere con parsimonia, per promuovere la fiducia nel governo nazionale eletto. Questa strategia è stata ribaltata dal nuovo incaricato a quel posto, Miroslav Lajčák, che ha imposto diverse decisioni nel suo primo giorno di lavoro.

## Comitato direttivo
La conferenza di Londra sull'attuazione della pace ha istituito il comitato direttivo del PIC affinché operasse sotto la presidenza dell'Alto rappresentante come braccio esecutivo del PIC.
I membri del comitato direttivo sono Canada, Francia, Germania, Italia, Giappone, Russia, Regno Unito, Stati Uniti, presidenza dell'Unione europea, Commissione europea e Organizzazione della Conferenza islamica, rappresentata dalla Turchia.
Il comitato direttivo fornisce all'Alto rappresentante orientamenti politici. A Sarajevo, l'Alto Rappresentante presiede le riunioni bisettimanali degli ambasciatori in Bosnia ed Erzegovina dei membri del comitato direttivo. Inoltre, il comitato direttivo si riunisce ogni sei mesi a livello di direttori politici.

## Membri e partecipanti

### Stati
Albania, Arabia Saudita, Austria, Belgio, Bosnia ed Erzegovina, Bulgaria, Canada, Cina (dimesso nel maggio 2000), Croazia, Danimarca, Egitto, Federazione Russa, Finlandia, Francia, Germania, Giappone, Giordania, Grecia, Irlanda, Italia, Lussemburgo, Macedonia del Nord, Malesia, Marocco, Norvegia, Oman, Paesi Bassi, Pakistan, Polonia, Regno Unito, Repubblica Ceca, Repubblica Federale di Jugoslavia (sostituita dalla Serbia), Romania, Slovacchia, Slovenia, Spagna, Stati Uniti d'America, Svezia, Svizzera, Turchia, Ucraina e Ungheria.

### Organizzazioni internazionali
Ufficio dell'Alto Rappresentante, Collegio arbitrale di Brčko (sciolto nel 1999), Consiglio d'Europa, Banca europea per la ricostruzione e lo sviluppo, Commissione europea, Comitato internazionale della Croce Rossa, Tribunale penale internazionale per l'ex Jugoslavia, Fondo monetario internazionale, Organizzazione del Trattato del Nord Atlantico, Organizzazione per la sicurezza e la cooperazione in Europa, Nazioni Unite, Alto commissariato delle Nazioni Unite per i diritti umani, Alto commissariato delle Nazioni Unite per i rifugiati, Amministrazione transitoria delle Nazioni Unite della Slavonia orientale (sciolta nel gennaio 1998) e Banca Mondiale.

### Osservatori
Australia, Estonia, Islanda, Lettonia, Liechtenstein, Lituania, Nuova Zelanda, Santa Sede, Sudafrica, Banca centrale della Bosnia ed Erzegovina, Difensore civico per i diritti umani in Bosnia ed Erzegovina, Mediatore internazionale per la Bosnia ed Erzegovina, Banca europea per gli investimenti, Federazione internazionale delle società di Croce Rossa e Mezzaluna Rossa, Organizzazione internazionale per le migrazioni e Patto di stabilità per l'Europa sudorientale.